# Krînîcikî, Berezivka
Krînîcikî (în ucraineană Кринички) este un sat în comunei Rozkvit din raionul Berezivka, regiunea Odesa, Ucraina.

## Demografie
Componența lingvistică a localității Krînîcikî
     Ucraineană (93,94%)
     Rusă (4,24%)
Conform recensământului din 2001, majoritatea populației localității Krînîcikî era vorbitoare de ucraineană (93,94%), existând în minoritate și vorbitori de rusă (4,24%) și găgăuză (1,82%).